# Erica umbellata
Erica umbellata és una espècie de bruc.

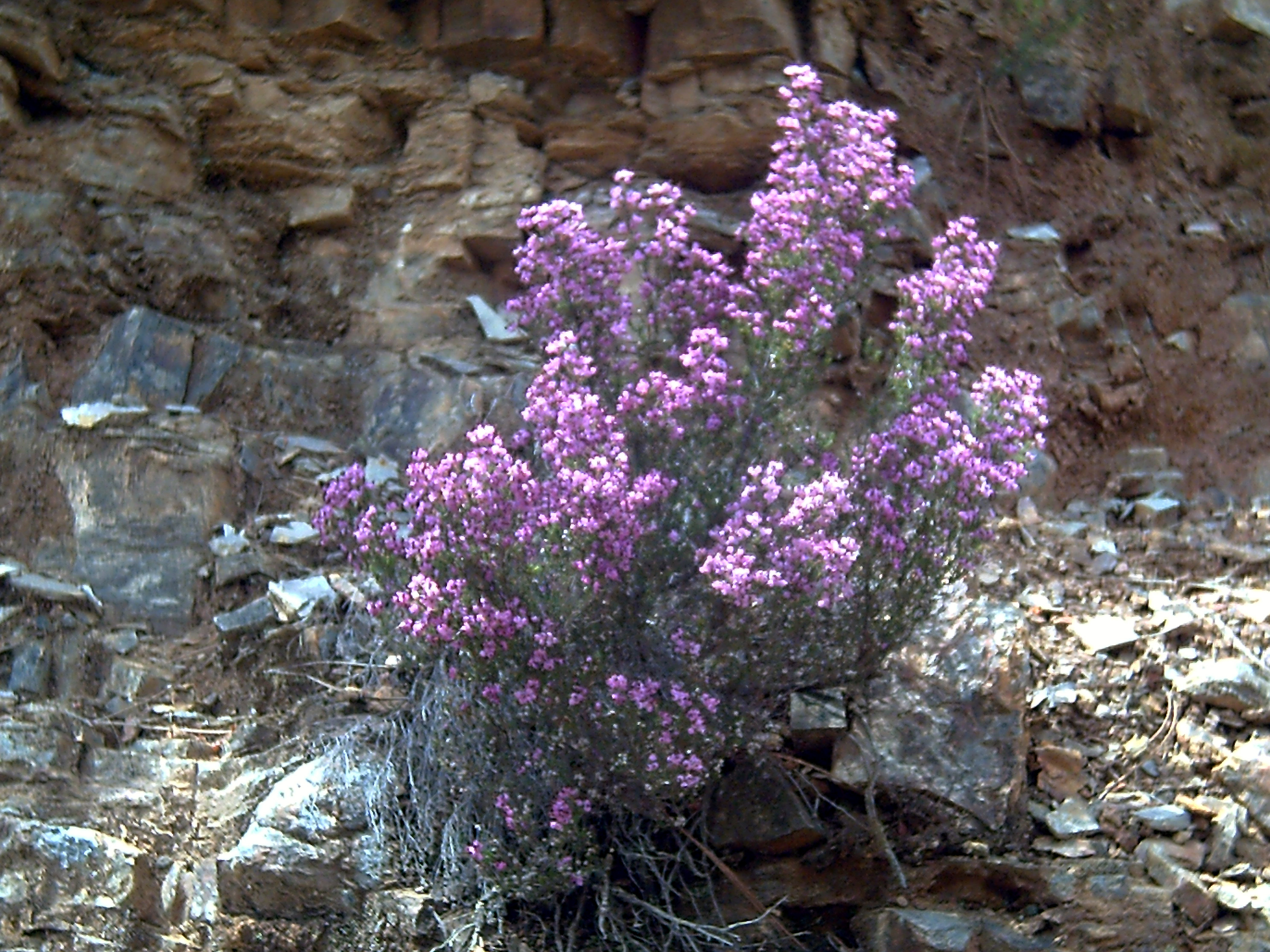
Vista de la planta

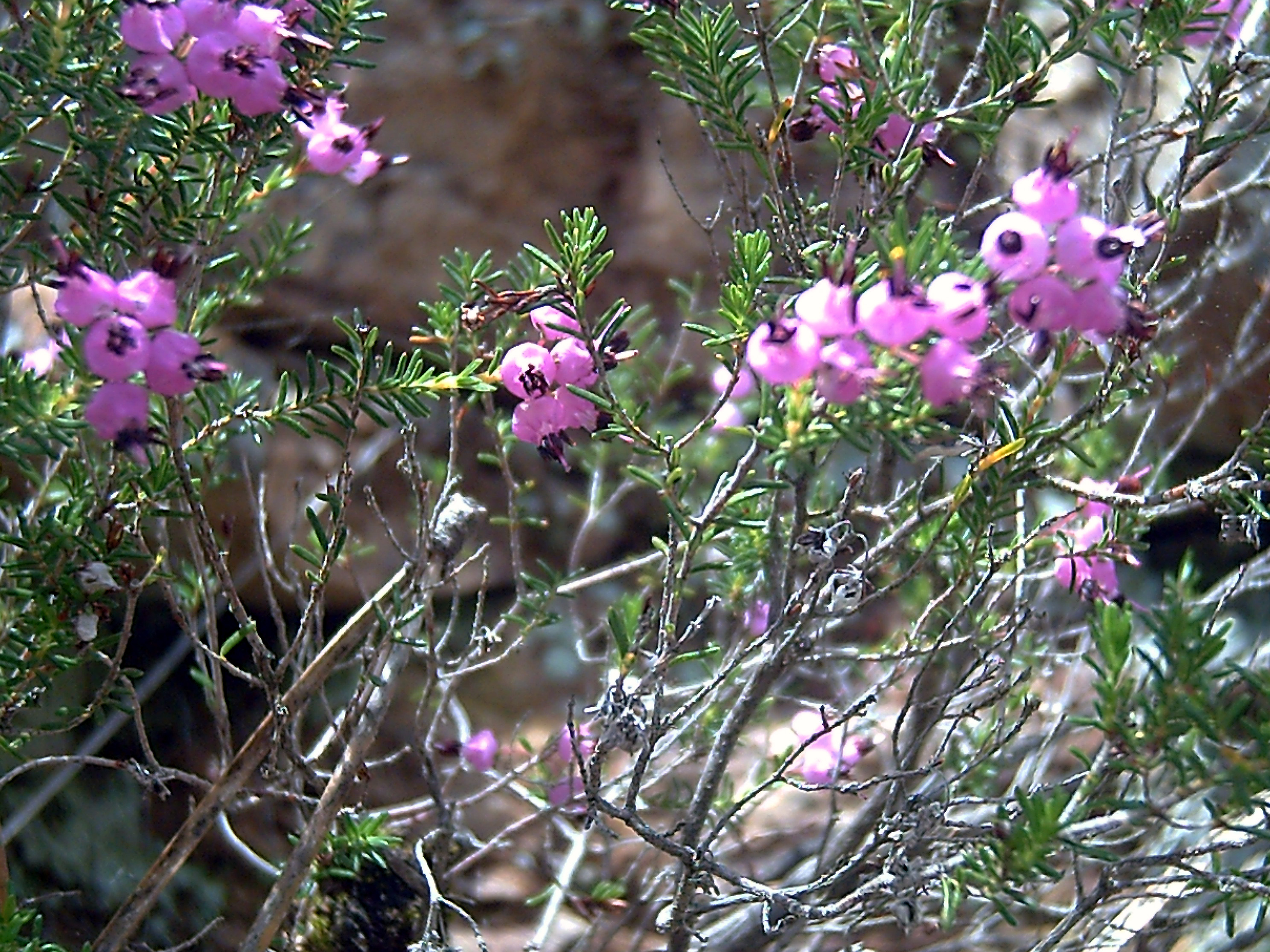
Detall de la planta

## Descripció
Arbust de 15 cm a 1 m d'alt. Inflorescències terminals amb 3-6 flores ovoidees, Floreix a la primavera i l'estiu.

## Hàbitat
Sobre terrenys àcids empobrits, sovint sorrencs arriba fins als 1.00 m d'altitud.

## Distribució
Meitat occidental de la península Ibèrica i el nord-oest d'Àfrica

## Etimologia
L'epítet específic umbellata: significa en llatí "amb umbel·la".

## Sinònims
- Erica lentiformis Salisb.
- Erica umbellata f. albiflora D.C.McClint.
- Erica umbellata var. major Coss. ex Bourg.
- Erica umbellata subsp. major (Coss. ex Bourg.) P.Silva & Teles
- Ericoides umbellatum (L.) Kuntze
- Gypsocallis umbellata D.Don[4]